# ضربات الطائرات المسيرة في باكستان
```
هاجمت 
حكومة الولايات المتحدة
 آلاف الأهداف في شمال غرب 
باكستان
 بين عامي 2004 و2018 باستخدام طائرات بدون طيار يديرها سلاح الجو الأمريكي تحت السيطرة العملياتية 
لوحدة النشاطات الخاصة
 
بوكالة الاستخبارات المركزية
. كانت معظم هذه الضربات على أهداف في 
المناطق القبلية الخاضعة للإدارة الاتحادية
 (التي تُعد الآن جزءًا من مقاطعة 
خيبر بختونخوا
) على طول الحدود الأفغانية في شمال غرب 
باكستان
. بدأت هذه الضربات أثناء إدارة الرئيس الأمريكي 
جورج دبليو. بوش
، وازدادت بشكل كبير في عهد خليفته 
باراك أوباما
.
[
23
]
 أشار البعض في وسائل الإعلام إلى الهجمات على أنها «حرب بطائرات بدون طيار».
[
24
]
[
25
]
 نفت إدارة جورج دبليو. بوش رسميًا نطاق سياستها، واعترفت حكومة أوباما للمرة الأولى بمقتل أربعة مواطنين أمريكيين في الغارات في مايو 2013.
[
26
]
 وافق المجلس الوطني الباكستاني بالإجماع على قرار ضد ضربات الطائرات الأمريكية بدون طيار في باكستان في ديسمبر 2013؛ ووصفها بأنها انتهاك «لميثاق الأمم المتحدة، والقوانين الدولية والأعراف الإنسانية».
[
27
]
```

طالب رئيس الوزراء الباكستاني السابق، نواز شريف، مرارًا وتكرارًا بإنهاء الضربات، قائلًا: «إن استخدام الطائرات بدون طيار ليس فقط انتهاكًا مستمرًا لوحدة أراضينا، ولكنه يضر أيضًا بعزمنا وجهودنا في القضاء على الإرهاب في بلادنا». أعطى العديد من رؤساء الوزراء السابقين إذنًا سريًا للولايات المتحدة لتنفيذ هذه الهجمات، وذلك على الرغم من المعارضة العلنية للمسؤولين الباكستانيين. قضت محكمة بيشاور العليا بأن الهجمات غير قانونية وغير إنسانية وتنتهك الإعلان العالمي لحقوق الإنسان وتشكل جريمة حرب. عارضت إدارة أوباما ذلك، معتبرة أن الهجمات لا تنتهك القانون الدولي، وأن طريقة الهجوم كانت دقيقة وفعالة. شملت الأهداف البارزة للغارات بيت الله محسود، زعيم طالبان الباكستانية (الذي قُتل في غارة في جنوب وزيرستان في 5 أغسطس 2009)، وحكيم الله محسود، خليفة محسود (الذي قُتل في غارة في 1 نوفمبر 2013)، وأختر منصور، زعيم طالبان الأفغانية (الذي قُتل في غارة في 21 مايو 2016 في قرية أحمد وال بباكستان).
كانت العمليات في باكستان مرتبطة ارتباطًا وثيقًا بحملة طائرات بدون طيار ذات صلة في أفغانستان، وذلك على طول المنطقة الحدودية نفسها. أسفرت هذه الضربات عن مقتل 3,798-5,059 مسلحًا و161-473 مدنيًا. كان من بين القتلى المسلحين المئات من القادة رفيعي المستوى في حركة طالبان الأفغانية، وحركة طالبان الباكستانية، والدولة الإسلامية، والقاعدة، وشبكة حقاني، ومنظمات أخرى، إذ قُتل 70 من قادة طالبان في فترة واحدة استمرت عشرة أيام في شهر مايو 2017 وحده.

## رد القاعدة
عبّرت الرسائل التي عُثِر عليها من منزل أسامة بن لادن بعد مقتله في عام 2011، بما في ذلك واحدة من القاعدة رقم 3 آنذاك، والتي نقلها عطية عبد الرحمن، وفقًا لوكالة الأنباء الفرنسية وواشنطن بوست، عن إحباطها من ضربات الطائرات بدون طيار في باكستان. قال أحد مسؤولي الحكومة الأمريكية الذي لم يذكر اسمه إن الرحمن اشتكى في رسالته من أن الصواريخ التي تُطلق من الطائرات بدون طيار تقتل عناصر القاعدة بشكل أسرع مما يمكن استبدالهم.
عثرت سلطات تطبيق القانون في يونيو ويوليو 2011 على رسائل على مواقع مرتبطة بالقاعدة تدعو لشن هجمات ضد المدراء التنفيذيين لشركة تصنيع الطائرات بدون طيار إيروفيرونمينت. تعتقد سلطات تطبيق القانون أن الرسائل كانت ردًا على دعوات للتحرك ضد الأمريكيين من قبل آدم يحيى غدن.

## مخاوف الأمم المتحدة بشأن حقوق الإنسان
قدم مجلس حقوق الإنسان التابع للأمم المتحدة تقريرًا ينتقد بشدة تكتيكات الولايات المتحدة في 3 يونيو 2009. أكد التقرير أن حكومة الولايات المتحدة أخفقت في تتبع الخسائر المدنية في عملياتها العسكرية، بما في ذلك هجمات الطائرات بدون طيار، وفي توفير الوسائل لمواطني الدول المتضررة للحصول على معلومات حول الضحايا، وأي تحقيق قانوني بخصوصهم. يُزعم أنه من غير الممكن للعامة الوصول إلى أي معلومات من هذا القبيل يحتفظ بها الجيش الأمريكي بسبب ارتفاع مستوى السرية المحيط ببرنامج هجمات الطائرات بدون طيار. جادل ممثل الولايات المتحدة في مجلس حقوق الإنسان التابع للأمم المتحدة بأن محقق الأمم المتحدة في حالات الإعدام خارج نطاق القضاء أو بإجراءات موجزة أو تعسفيًا ليس له ولاية قضائية على الأعمال العسكرية الأمريكية؛ بينما زعم دبلوماسي أمريكي آخر أن الجيش الأمريكي يحقق في أي مخالفات ويبذل كل ما في وسعه لتقديم معلومات حول الوفيات.
دعا محقق مفوضية الأمم المتحدة لحقوق الإنسان، فيليب ألستون، الولايات المتحدة في 27 أكتوبر 2009 لإثبات أنها لم تقتل أشخاصًا بشكل عشوائي في انتهاك للقانون الدولي من خلال استخدامها للطائرات بدون طيار على الحدود الأفغانية. انتقد ألستون أيضًا رفض الولايات المتحدة الرد حتى الآن على مخاوف الأمم المتحدة. قال ألستون: «بخلاف ذلك سيكون لديك الخلاصة الإشكالية حقًا، وهي أن وكالة المخابرات المركزية تدير برنامجًا يقتل أعدادًا كبيرة من الناس، ولا توجد أي مساءلة على الإطلاق فيما يتعلق بالقوانين الدولية ذات الصلة».
أصدر فريق ألستون تقريرًا عن تحقيقه في ضربات الطائرات بدون طيار في 2 يونيو 2010؛ وانتقد فيه الولايات المتحدة لكونها «المستخدم النشط لعمليات القتل المستهدف» في العالم. أقر ألستون بأن هجمات الطائرات بدون طيار قد تكون مبررة بموجب حق الدفاع عن النفس؛ ودعا الولايات المتحدة إلى أن تكون أكثر انفتاحًا بشأن البرنامج. قُدِّم تقرير ألستون إلى لجنة الأمم المتحدة لحقوق الإنسان في اليوم التالي.
دعت مفوضة الأمم المتحدة السامية لحقوق الإنسان نافي بيلاي في 7 يونيو 2012، بعد زيارة استغرقت أربعة أيام لباكستان، إلى إجراء تحقيق جديد في غارات الطائرات الأمريكية بدون طيار في باكستان، وأشارت مرارًا إلى الهجمات على أنها «عشوائية»، وقالت إن الهجمات تشكل انتهاكات لحقوق الإنسان. دعا كريستوف هاينز، المقرِّر الخاص للأمم المتحدة المعني بحالات الإعدام خارج نطاق القضاء أو بإجراءات موجزة أو الإعدام التعسفي، إدارة أوباما إلى تبرير استخدامها للاغتيالات المستهدفة بدلًا من محاولة القبض على القاعدة أو طالبان المشتبه بهم في تقرير صدر في 18 يونيو 2012.

## التأثير
هناك أدلة قليلة على أن ضربات الطائرات بدون طيار في باكستان أدت إلى التطرف على المستوى المحلي أو الوطني أو عبر الوطني؛ وذلك وفقًا لدراسة أجريت في عام 2018 في مجلة إنترناشيونال سيكيوريتي. ذكرت دراسة أجريت في عام 2016 في مجلة إنترناشيونال ستاديز كوارترلي أن ضربات الطائرات بدون طيار هي أداة فعالة لمكافحة الإرهاب في باكستان. وجدت الدراسة أيضًا أن «ضربات الطائرات بدون طيار مرتبطة بانخفاض معدل وقوع الهجمات الإرهابية وفتكها، فضلًا عن انخفاض الاستهداف الانتقائي لكبار القبائل».